# Goffredo I di Bretagna
Goffredo di Rennes o Goffredo Berengario, in francese Geoffroi Ier de Bretagne dit Bérenger  (980 – 20 novembre 1008) fu dal 992 conte di Rennes e duca di Bretagna fino alla sua morte.

## Origine
Goffredo, secondo La chronique de Nantes, era figlio del conte di Rennes e duca di Bretagna, Conan I il Torto e della moglie, Ermengarda d'Angiò (come ci viene confermato dal monaco Rodolfo il Glabro, uno dei maggiori cronisti d'età medievale), figlia del terzo Conte di Angiò, Goffredo I Grisegonelle e di Adele di Vermandois (ca. 950 - † 974), figlia di Roberto di Vermandois, conte di Meaux e di Troyes. La paternità di Conan I viene confermata anche dalla Ex Chronico Sancti Michaelis in periculo maris e dal Chartularium abbatiae Sancti Salvatoris Rotonensis.
Conan, secondo La chronique de Nantes, era figlio del conte di Rennes, Judicael Berengario e della moglie, Gerberga di cui non si conoscono gli ascendenti.

## Biografia

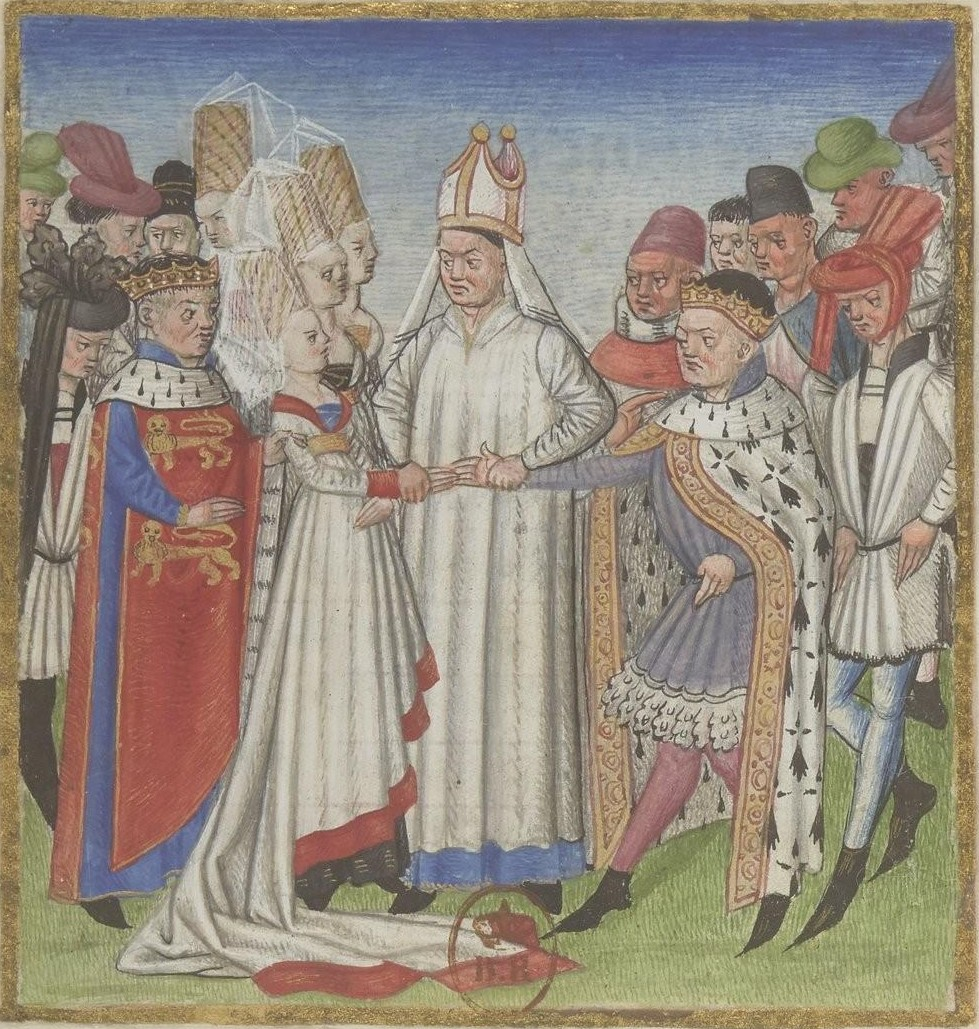
Il matrimonio fra Goffredo e Havoise

Suo padre, Conan I, morì nel corso della seconda battaglia di Conquereuil del 27 giugno 992, quando fu sconfitto dal conte d'Angiò, Folco III Nerra, che era intervenuto contro Conan I, che cercava di impadronirsi della contea di Nantes (conte di Nantes era Judicael, figlio del duca di Bretagna Hoel I, che aveva ereditato la contea alla morte del cugino, Alano di Nantes,, che aveva invocato l'aiuto di Folco III Nerra). Secondo Rodolfo il Glabro, invece Conan I aveva avuto un diverbio col cognato, Folco Nerra e in seguito, dopo scaramucce e saccheggi, si era arrivati allo scontro aperto; Conan aveva teso una trappola a Folco, ma dopo un iniziale successo (anche Folco era stato disarcionato da cavallo), Folco ripresosi, aveva incitato le sue truppe che ebbero la meglio e Conan fu fatto prigioniero dopo aver subito l'amputazione della mano destra.
Comunque la morte di Conan I, nel 992 viene confermata anche dal Chronico Sancti Michaelis in periculo maris e dal Chronicon Kemperlegiense.
Goffredo, nel 992, succedette al padre, come conte di Rennes e duca di Bretagna, e, secondo La chronique de Nantes, cercò di vendicare la morte del padre, ma soprattutto combatté il conte di Nantes; lo sconfisse e lo obbligò a rinchiudersi nella città di Nantes, costringendolo, verso il 995, a rendergli omaggio, come duca di Bretagna.
Nel 1004, alla morte di Judicael, Goffredo riuscì a far eleggere, come vescovo di Nantes un certo Gualtiero, originario di Rennes, ottenendo così di poter controllare il nuovo conte di Nantes, Budic, figlio del precedente, Judicael.
Per contrastare l'invadenza del Conte d'Angiò, Folco III Nerra, in quegli anni si alleò col duca di Normandia, Riccardo II detto Il Buono, sposandone la sorella, Havoise, nel 996, poi dando in moglie a Riccardo II, la propria sorella, Giuditta.
Goffredo morì nel 1008, mentre si recava in pellegrinaggio a Roma, sia secondo il Chronicon Kemperlegiense (dum pergeret Romam), che secondo il Chronico Sancti Michaelis in periculo maris (dum pergeret Romam causa orationis); mentre il documento n° CCXCVI del Chartularium abbatiae Sancti Salvatoris Rotonensis, datato 1026, ricorda che Goffredo (Gaufridus, Conani Curvi filius) fu ucciso in combattimento.
Gli succedette il figlio maggiore Alano III Rebrit, sotto la tutela della madre, Havoise.

## Discendenza
Il monaco e cronista normanno, Guglielmo di Jumièges, nella sua Historiæ Normannorum Scriptores Antiqui sostiene che Goffredo aveva sposato Havoise, che sempre secondo Guglielmo di Jumièges, era la figlia di Riccardo I Senza Paura Jarl (equiparabile al nostro conte) dei Normanni e conte di Rouen, e della moglie, Gunnora (950-5 gennaio 1031), di cui non si conoscono i nomi degli ascendenti, ma di nobile famiglia di origine vichinga (Gunnor ex nobilissima Danorum prosapia ortam); i genitori di Havoise sono confermati anche dal monaco e cronista inglese, Orderico Vitale. Però i religiosi e cronisti normanni Dudone di San Quintino e Roberto di Torigni sostengono che alla nascita Havoise fosse figlia naturale, in quanto l'unione di Riccardo I Senza Paura e di Gunnora era stata fatta secondo il more danico o uso vichingo, pagano, senza cerimonia religiosa e che il matrimonio religioso fu celebrato in un secondo tempo.
Goffredo da Havoise ebbe tre figli:
- Alano III Rebrit[4] (997-1040), duca di Bretagna
- Oddone I di Penthièvre[15] ( † 1079), sposò Riccardo II di Normandia
- Adela ( † 1067[21]), badessa del monastero Saint-Georges di Rennes[21].

## Ascendenza
|                        |                  |                       | Genitori                 |  |  | Nonni |  |  | Bisnonni                  |  |  | Trisnonni |  |
|                        |                  |                       |                          |  |  |       |  |  | Berengario II di Neustria |  |  | …         |  |
|                        |                  |                       |                          |  |  |       |  |  | Berengario II di Neustria |  |  | …         |  |
|                        |                  | …                     |                          |  |  |       |  |  | Berengario II di Neustria |  |  |           |  |
| Judicael Berengario    |                  |                       |                          |  |  |       |  |  | Berengario II di Neustria |  |  |           |  |
|                        |                  | …                     | …                        |  |  |       |  |  |                           |  |  |           |  |
|                        |                  | …                     | …                        |  |  |       |  |  |                           |  |  |           |  |
|                        |                  | …                     | …                        |  |  |       |  |  |                           |  |  |           |  |
| Conan I di Bretagna    |                  | …                     |                          |  |  |       |  |  |                           |  |  |           |  |
|                        |                  | …                     | …                        |  |  |       |  |  |                           |  |  |           |  |
|                        |                  | …                     | …                        |  |  |       |  |  |                           |  |  |           |  |
|                        |                  | …                     | …                        |  |  |       |  |  |                           |  |  |           |  |
| Gerberga               |                  | …                     |                          |  |  |       |  |  |                           |  |  |           |  |
|                        |                  | …                     | …                        |  |  |       |  |  |                           |  |  |           |  |
|                        |                  | …                     | …                        |  |  |       |  |  |                           |  |  |           |  |
|                        |                  | …                     | …                        |  |  |       |  |  |                           |  |  |           |  |
| Goffredo I di Bretagna |                  | …                     |                          |  |  |       |  |  |                           |  |  |           |  |
|                        | Folco II d'Angiò | Folco I d'Angiò       |                          |  |  |       |  |  |                           |  |  |           |  |
|                        | Folco II d'Angiò | Folco I d'Angiò       |                          |  |  |       |  |  |                           |  |  |           |  |
|                        | Folco II d'Angiò | Rosalia di Loches     |                          |  |  |       |  |  |                           |  |  |           |  |
| Goffredo I d'Angiò     | Folco II d'Angiò |                       |                          |  |  |       |  |  |                           |  |  |           |  |
|                        |                  | Gerberga              | …                        |  |  |       |  |  |                           |  |  |           |  |
|                        |                  | Gerberga              | …                        |  |  |       |  |  |                           |  |  |           |  |
|                        |                  | Gerberga              | …                        |  |  |       |  |  |                           |  |  |           |  |
| Ermengarda d'Angiò     |                  | Gerberga              |                          |  |  |       |  |  |                           |  |  |           |  |
|                        |                  | Roberto di Vermandois | Erberto II di Vermandois |  |  |       |  |  |                           |  |  |           |  |
|                        |                  | Roberto di Vermandois | Erberto II di Vermandois |  |  |       |  |  |                           |  |  |           |  |
|                        |                  | Roberto di Vermandois | Adele di Francia         |  |  |       |  |  |                           |  |  |           |  |
| Adele di Troyes        |                  | Roberto di Vermandois |                          |  |  |       |  |  |                           |  |  |           |  |
|                        |                  | Adelaide di Châlon    | Giselberto di Châlon     |  |  |       |  |  |                           |  |  |           |  |
|                        |                  | Adelaide di Châlon    | Giselberto di Châlon     |  |  |       |  |  |                           |  |  |           |  |
|                        |                  | Adelaide di Châlon    | Ermengarda di Autun      |  |  |       |  |  |                           |  |  |           |  |
|                        |                  | Adelaide di Châlon    |                          |  |  |       |  |  |                           |  |  |           |  |

### Fonti primarie
- (LA)  Rerum Gallicarum et Francicarum Scriptores, tomus X.
- (LA)  Rerum Gallicarum et Francicarum Scriptores, tomus XII.
- (LA)  Rodulfi Glabri Cluniacensis, Historiarum Sui Temporis, Libri Quinque.
- (LA)  La chroniques de nantes.
- (LA)  Cartulaire de l'abbaye de Redon en Bretagne.
- (LA)  Stephani Baluzii Miscellaneorum, Liber I.
- (LA)  Historiæ Normannorum Scriptores Antiqui.

### Letteratura storiografica
- Louis Halphen, "Francia: gli ultimi carolingi e l'ascesa di Ugo Capeto (888-987)", cap. XX, vol. II (L'espansione islamica e la nascita dell'Europa feudale) della Storia del Mondo Medievale, 1999, pp. 636–661.
- Louis Halphen, "La Francia dell'XI secolo", cap. XXIV, vol. II (L'espansione islamica e la nascita dell'Europa feudale) della Storia del Mondo Medievale, 1999, pp. 770–806.
- (FR)  Histoire de Bretagne, de l'année 754 a l'année 995 di Arthur Le Moyne de La Borderie.
- (FR)  Lobineau, G. A. (1707) Histoire de Bretagne (Paris), Tome I.
- (FR)  La chroniques de nantes.